# 聯星

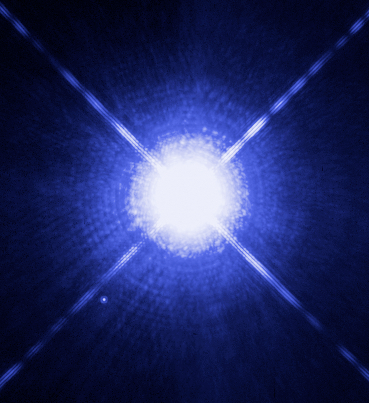
哈伯太空望遠鏡拍攝的聯星系統天狼星。在圖的左下方可以清楚的看見天狼星的伴星天狼星B。

聯星（英語：Binary star）是兩顆恆星組成的恆星系統，它們圍繞著共同的質心，在軌道上互繞。兩顆或兩顆以上恆星組成的系統稱為多星系統。這些系統，尤其是在距離地球較遠的時候，在肉眼觀看時往往只是單一的一個光點，然後通過其它管道觀測會顯示為兩顆或更多顆恆星。
聯星常與雙星（Double star）混淆。因為雙星可以是無物理關係的光學雙星（假雙星）。另一者之所以被稱為光學雙星，是因為從地球觀看時，這兩顆星在天空中顯得非常靠近；它們在視線上幾乎是在同一條線上。然而，它們的雙星性質只取決於這種光學效應；這兩顆恆星彼此的距離相當遙遠，完全沒有物理上的關係。光學雙星可以通過視差的測量值、自行或徑向速度的差異來識別。但大多數的雙星還沒有得到充分的研究，以確定它們是光學雙星，還是通過引力束縛而有物理關係的聯星還是多星系統。
聯星系統在天體物理學中非常重要，因為對其軌道的計算可以直接確定其組成恆星的質量，進而可以間接估計其它的恆星參數，例如半徑和密度。這也可以確定一個經驗關係式：質量-亮度（MLR，mass-luminosity relationship），從中可以估出單顆恆星的質量。
聯星如果可以在光學望遠鏡中分解成兩顆單獨的恆星，在這種情況下它們被稱為目視聯星。許多目視聯星有幾個世紀或幾千年的長週期軌道，因此它們的軌道不確定或鮮為人知。它們也可以間接通過科技來檢驗，例如光譜（光譜聯星）或天體測量（天測聯星）。如果一組聯星的軌道平面恰好通過我們的視線方向，它的成員將會互相遮掩，發生食或掩的現象，造成視星等的變化，這種聯星稱為食雙星。
如果聯星系統中的成員足夠接近，它們就會在引力作用下扭曲它們相互的外部大氣層。在某些情況下，這些接近的聯星系統可以交換質量，這可能使它們的演化改變，發生單顆恆星無法經歷的階段歷程。聯星的例子有天狼星、天鵝座X-1（眾所周知的黑洞）。聯星也是許多行星狀星雲的核心，或是新星和Ia型超新星的前身。

## 發現
聯星這個名詞是威廉·赫歇爾爵士在1802年首次使用的，當時他寫道：
相反的，如果兩顆恆星真的彼此非常靠近，並通過彼此相互吸引的引力而保持，同時又不受到鄰近的其它恆星引力的影響，那麼它們就會組成一個獨立的系統。這應該被稱為真正的雙星系統；我們現在要考慮，任何兩顆相互連接組成的恆星系統是聯星系統（binary sidereal system）。
根據現在的定義，聯星一詞通常僅限於圍繞一個共同質心旋轉的成對恆星。可以用望遠鏡或干涉儀以分辨出來的聯星稱為「目視聯星」。對於大部分可見的目視聯星而言，還沒有觀察到一整圈的軌道，人們只觀察到它們沿著彎曲路徑或弧線行進。

兩顆恆星的聯星系統。

更普通的術語「雙星」，是指在天空中看到非常接近的一對恆星，但在英語以外的語言中很少出現這種區別。雙星可能是聯星系統，也可能僅僅是看起來在天空中很近的兩顆星，但與太陽系的實際距離相差很大的恆星。後者是光學雙星或光學對。
自從望遠鏡發明以來，已經發現了許多對雙星。早期的例子包括開陽和十字架二。開陽在大熊座的北斗七星中，他在1650年被喬瓦尼·巴蒂斯塔·里喬利發現是雙星（可能更早就被貝內代托·卡斯泰利和伽利略·伽利萊發現）。在南十字座明亮的十字架二是馮坦納神父（Father Fontenay）在1685年發現的。
因為兩顆星要對齊在同一個方向上的機率很小，約翰·米歇爾於1767年率先提出雙星可能有物理上的關聯性。威廉·赫歇爾在1779年開始觀測雙星，很快的他就公布了大約有700對雙星的目錄。到1803年，經歷25年的時間，他觀察到一些雙星有相對位置的變化，因此得出結論：有些雙星是聯星系統；然而直到1827年，費利克斯·薩瓦里計算出下台二（大熊座ξ）的軌道，這是第一對計算出軌道的聯星。從此之後，有更多的雙星被編目和測量。華盛頓雙星目錄是由美國海軍天文台編製的目視雙星資料庫，包含的雙星數量超過100,000對，其中包括光學雙星和聯星，但只有少許的數千對聯星軌道是已經知道的，而大多數尚未確定是真正的聯星還是光學雙星。這可以通過觀察這一對的相對運動來確定。如果運動是軌道的一部分，或者如果恒星具有相似的徑向速度，並且它們的自行與共同的自行相比差異很小，那麼這一對可能是物理上的聯星。對於雙星的目視觀測者來說，首要的任務之一就是獲得足够的觀測數據來證明或駁斥引力聯繫。

## 分類

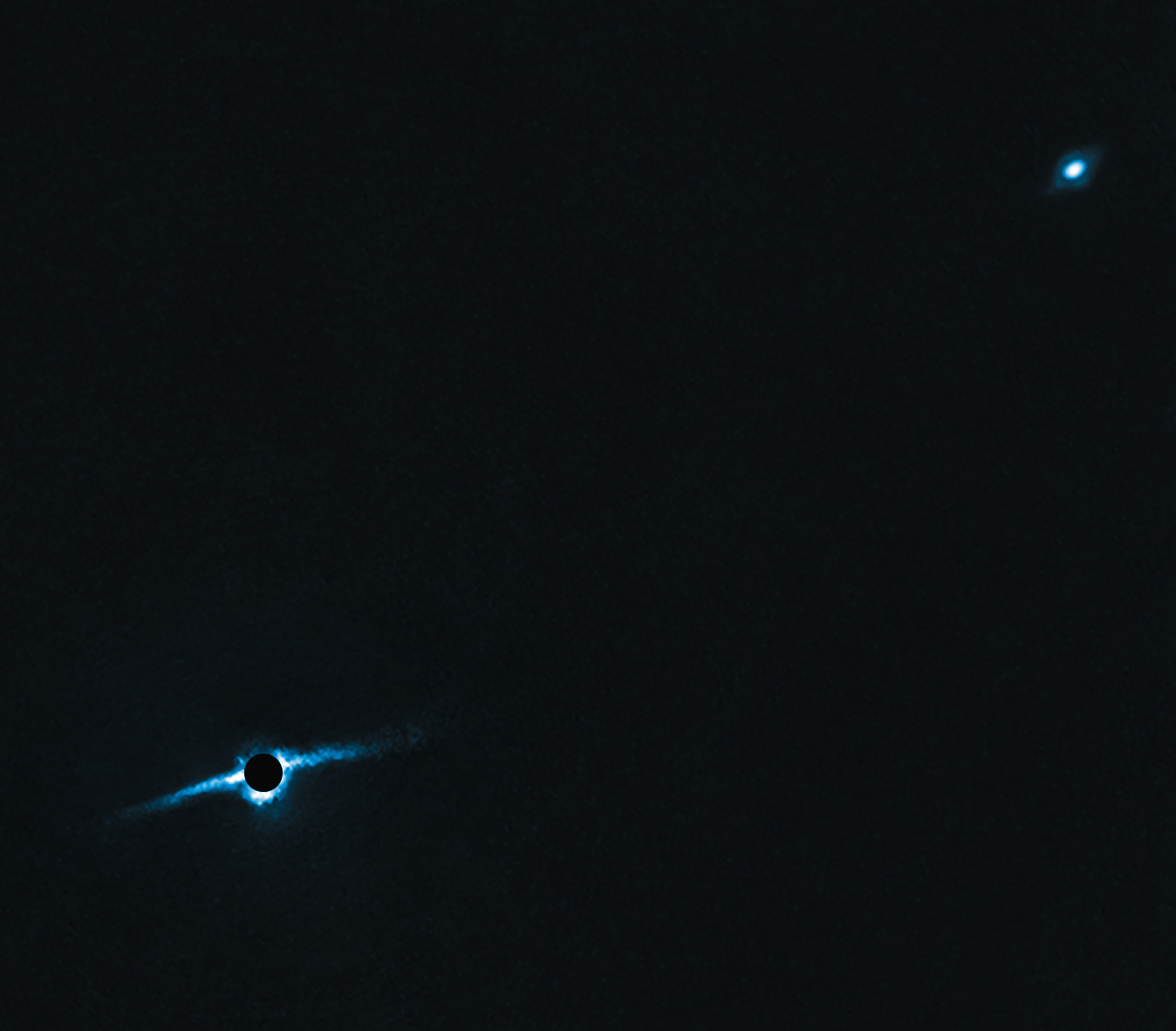
在聯星系HD 106906周圍存在的氣體和塵埃盤邊緣。

### 觀察的方法
依據觀察到聯星的方法不同，聯星可以分為4種類型：眼睛可以直接看到的目視聯星，以光譜學觀察到譜線週期性變化的光譜聯星，以光度測定法測量到因為星食引起光度週期性變化的食雙星，和經由天體測量學觀察到由看不見的伴星引起恆星位置變化的天測聯星。 任何一對聯星都可以屬於其中的幾類；例如，一些光譜聯星也是食雙星。

#### 目視聯星
目視聯星是一對恆星，這兩顆恆星之間分離的角度夠大，可以在望遠鏡或高倍的雙筒望遠鏡中看出是兩顆恆星，並進行觀測。望遠鏡的角解析度是探測目視聯星的一個重要因素，隨著更好的角解析度應用於聯星觀測，將探測到越來越多的目視聯星。這兩顆恆星的相對亮度也是一個重要因素，因為明亮恆星發出的眩光會使探測到較暗伴星的存在變得困難。
目視聯星中較亮的恆星是主星，較暗的恆星被認為是伴星。在一些出版品，（尤其是較老的出版品）中，較暗的伴星常就稱為同伴（comes）。如果兩顆恆星的亮度相同，則通常接受發現者給予主星的名稱。
量測伴星的位置角，以及兩顆恆星之間的角距離，同時記錄觀測時間。在一段時間內紀錄了足夠數量的觀測數據後，將它們繪製在極座標中，以主星置於原點，並通過這些數據繪製出最可能的橢圓，通常可以滿足克卜勒定律。這個橢圓被稱為視橢圓，是伴星環繞主星的真實橢圓軌道投影在天球上的投影。從這個投影的橢圓可以計算出軌道的完整元素，但除非系統的視差已經得知，也就是距離已知，則其中的半長軸只能用角度為單位來表示。

#### 光譜聯星

由55張CHARA干涉儀的影像，根據大陵五A和B的軌道相對位置的順序排列合成的動畫。

由於單一恆星只會有一種光譜型式，在無法用肉眼及望遠鏡分辨出聯星的情況下,發現光譜型有明顯的週期性改變,則可能是聯星系統.以此發現的聯星稱為光譜聯星.
有時，聯星唯一的證據來自其發射光譜的都卜勒效應。在這種情況下，聯星雖然是由一對恆星組成，每顆恆星的譜線先向藍色移動，然後轉向紅色移動；這是因為它們繞著共同的質量中心，隨著它們的週期運動，其中一顆會先朝向我們接近，然後又遠離我們；另一顆則反之。
在這些系統中，恆星之間的分離通常非常小，軌道速度非常高。除非軌道平面正好與視線方向垂直，否則軌道速度將在視線方向上具有分量，我們可以觀察到徑向速度定期性的規律變化。由於徑向速度可以通過光譜儀觀察都卜勒效應造成恆星譜線的移動方向轉換，以這種方法檢測到的聯星稱為光譜聯星。其中大部分即使用現有解析度最高的望遠鏡都無法用目視觀測分辨為目視聯星。
在某些聯星的光譜中，兩顆恆星的光譜線都可以看見，譜線會交替的雙線和單線。這種連星稱為雙譜線聯星（通常標示為SB2）。在只看見一顆恆星譜線的系統中，只有一組譜線週期性的向藍方移動，然後轉向紅方；這樣的聯星稱為單譜線聯星（通常標示為SB1）。
光譜聯星的軌道是通過對系統的一個或兩個組成部分的徑向速度進行一系列長時間的觀測來確定的。根據觀測時間對應於徑向速度繪製曲線，就可從曲線中確定出一個週期。如果軌道是圓形的，那麼曲線將是一個正弦曲線。如果軌道是橢圓形，曲線的形狀將取決於橢圓的軌道離心率和主軸參照視線的方向。
雖然，不可能單獨確定半長軸 a和軌道平面的傾角i。然而，半長軸和傾角的正弦產物（即asini）可以直接以線性單位（例如公里）來量度。如果可以通過其它方法確定a或i的任何一個，例如在食聯星，就可以找到軌道完整的解決方案。
既是光譜聯星，又是目視聯星是很罕見的，能夠發現是很有價值的資訊來源；目前已知的數量大約是40組。目視聯星通常有較大的真實分離，週期是以數十年到數個世紀來測量：因此，它們的軌道速度太小，無法進行光譜測量。相反的，光譜聯星因為很接近，因此在其軌道上移動得很快，而通常會因為太接近而無法被檢視為目視聯星。因此，被發現為光譜聯星又是目視聯星，勢必相對較接近地球。

#### 食雙星

一個食雙星，指示器的強度顯示光度的變化。

食雙星（或食聯星）是兩顆恆星的軌道平面幾乎躺在觀測者的視線方向上，因此天體會會發生互食的現象。在這種情況下，這對也是光譜聯星的視差若也知道的話，對這對聯星的分析就很有價值。大陵五是食雙星著名的例子。
在過去的十年裡，食聯星的基本參數已經可以使用8米等級的望遠鏡量測，這使得它們可以被當成標準燭光來使用。近年來，它們被用來直接測量和估計大麥哲倫星系（LMC）、小麥哲倫星系（SMC）、仙女座大星系和三角座星系的距離。以食聯星的方法直接測量，使星系距離的精確度誤差已經提高到5%以內的水準。食聯星被歸類為變星，並不是因為它們個別成員的光度變化，而是因為外在因素造成的光度變化。食聯星的光度曲線特徵是原本穩定的光強度會週期性的下降一定的程度。如果其中的一顆恆星比較大，就有可能將另一顆完全遮蔽掉，而另一顆遮蔽它時就只能造成環食的現象。
經由測量光度曲線的變化週期可以研究食聯星的軌道週期，而恆星相對的大小和軌道半徑可以根據光度變化的快慢和近星遮蔽遠星的強度來推算。如果它們還是光譜聯星，軌道要素也能夠測量出來，則恆星質量相對的也可以很容易得到。這意味著在這種情況下，恆星的相對密度也可以測出。

#### 可以通過分光光度法檢測的非食聯星
非常靠近的聯星也可以通過分光光度法以三種方法來檢測它們相互間的影響。第一種是通過對星星的觀測是否有反射其伴侶而反映出額外的光。第二種是觀察有沒有因為伴星的影響造成形狀改變成橢球體，因而引起光度的變化。第三種方法是觀察有無相對論性射束造成視星等的變化。無論用哪一種方法檢測聯星，都需要準確的測光。

#### 天測聯星
天文學家發現有一些恆星在太空中的軌道似乎是繞著空洞的太空。相對來說，天測聯星是在附近的恆星，看似繞著一個空無一物的點在搖晃著。應用在一般聯星上所用的相同數學，可以推斷看不見的伴星質量。這顆伴星可能非常暗淡，所以它會被主星的光芒遮蔽掉，或是它只輻射少量或不發射出電磁輻射，例如中子星。
仔細測量天測雙星可以用目視觀測到的主星，可以察覺到位置會受到對應引力的影響而有所變化。恆星的位置是相對於更遙遠的恆星反覆測量，然後檢測出周期性的位置變化。通常，這種變化只有在鄰近的恆星，像是10秒差距以內，才能測量的出來。近距離的恆星相對的也會有較大的自行，所以天測聯星都會以正弦的路徑在天空中移動。
如果伴星有足夠大的質量，恆星位置的轉換就比較明顯，伴星的存在也就比較容易驗證。精確的測量可以看見的這顆星在天體位置上的運動，只要觀察足夠的時間，關於這顆伴星的質量和軌道週期就可以測量出來。即使看不見這顆伴星，利用克卜勒的定律，仍可以經由觀測計算出伴星的特性。
測量雙星的這種技術也用於檢視位置來找出有系外行星環繞的恆星，然而，因為在質量上的比例差距太大，以及行星的軌道週期太長，用在這種測量上是非常困難的。測量恆星位置的移動本身就是很艱澀的科學，並且達到需要的精確度也很困難。在太空中的望遠鏡可以免除掉地球大氣層使影像模糊的效應，得到更精確的結果。

### 系統組態

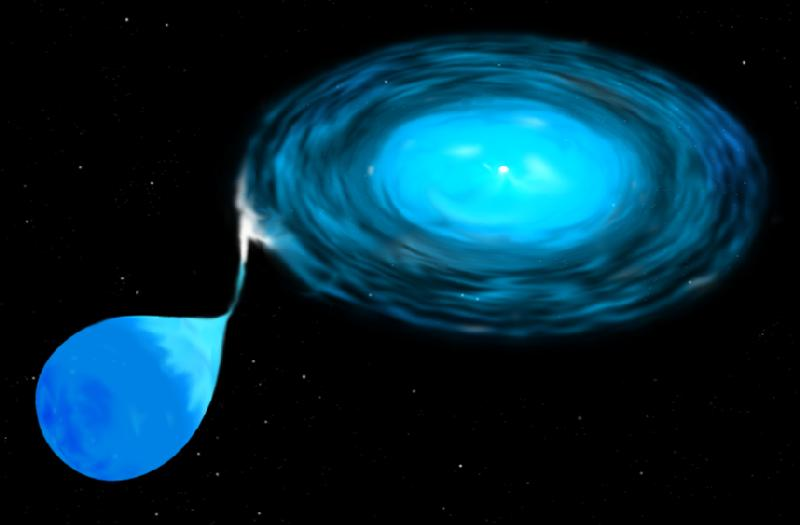
激變變星系的構想圖。

另一種分類的方法是根據恆星的距離，與相對於它們的大小：
分離聯星（Detached binaries）是成員各自在本身的洛希瓣內的一種聯星，也就是說，恆星對本身的重力牽引都大於對方的。因此兩星對對方都沒有顯著的影響，演化在本質上是各自進行的。大部分的聯星都屬於這一類。
半分離聯星（Semidetached binary stars）是聯星中的一顆已經充滿了洛希瓣，但另外一顆還沒有的聯星系統。氣體會從洛希瓣被充滿的這顆恆星（捐贈者）表面轉移到另一顆恆星（增生者）。這種質量轉移主導了這個系統的演化。在許多的情況下，流入的氣體會在增生者的周圍形成環繞著的吸積盤。
密接聯星是聯星的兩顆星都已經充滿了各自的洛希瓣，最外層的恆星大氣層已經組合成共同包層將兩顆星籠罩住。包層的摩擦對軌道運動有如制動器，最終可能會使兩顆星合併。

### 激變變星和X射線聯星
當聯星系統包含了致密天體，像是白矮星、中子星或是黑洞，來自另一顆恆星（捐贈者）的氣體會在緻密天體周圍吸積。這會釋放重力位能，造成氣體變成高溫和放出輻射。激變變星，緻密天體是白矮星，是這種系統的例子。在X射線聯星，緻密天體可以是中子星，也可以是黑洞。這種聯星可以依據捐贈者恆星的質量分類為低質量X射線聯星或高質量X射線聯星。高質量X射線聯星包含年輕、早期型、的高質量捐贈者恆星，以恆星風轉移質量；低質量X射線聯星是半分離聯星，氣體來自晚期型恆星的捐贈，由洛希瓣溢出，然後落入中子星或黑洞。目前最著名的高質量X射線聯星的例子或許就是天鵝座X-1。在天鵝座X-1，看不見的伴星質量被認為是太陽的9倍。遠超過托爾曼奧本海默-沃爾科夫極限理論的中子星最大質量，因此它被認為是一顆黑洞；這是第一被廣泛認知的黑洞。

## 軌道週期
軌道週期可以短於一小時（像是獵犬座AM），或是數天（天琴座β型變星），但是也有長達數十萬年的（環繞著南門二（半人馬座αAB）的比鄰星)。

## 名稱

### A和B
聯星系統的成員以尾碼A和B來表示在系統內的名稱，A是主星，B是伴星。尾碼AB可能被用來表示這一對（例如，半人馬αAB包括半人馬αA和半人馬αB）。其它的字母，像是C、D等等，可用於擁有兩顆以上恆星的系統。在已經有拜耳名稱且分離的夠開的情況下，可能會對這些成員使用上標來註記，例如網罟座ζ，它的成員是網罟座ζ1和網罟座ζ2。

### 1和2
雙星還可以用索引號以數字和發現者的縮寫結合在一起，例如半人馬座α是Richaud神父在1689年發現的，所以標示為RHD 1。在華盛頓雙星目錄中可以找到這些發現者的代碼。

### 冷和熱
聯星的成員也可以依據相對的溫度標示為熱伴星和冷伴星。
例如：
- 心宿二（天蝎座α）是由紅超巨星和藍色主序星，心宿二B，組成的聯星。因此，心宿二B可以說是這顆冷超巨星的熱伴星[43]。
- 共生變星是包含一顆晚期型恆星和熱伴星的聯星系統。因為不是在所有的情況下，它的伴星長久以來都是"熱伴星" [44]。
- 高光度藍變星海山二（船底座η）最近已經確認是聯星。伴星的溫度似乎比主星更高，因此它被描述為"熱伴星"，它可能是一顆沃夫-瑞葉星[45]。
- 寶瓶座R的光譜中同時呈現冷和熱的特徵，這是紅而冷的超巨星伴隨著一顆小而熱的伴星的結果。物質流從超巨星流向較小、高密度的伴星[46]。
- NASA的克卜勒任務已經發現一些食聯星的伴星比主星熱的例子：

12,000K的白矮星KOI-74b是9,400K的早期型A型主序星KOI-74（KIC6889235）的伴星。
13,000K的白矮星KOI-81b是10,000K的晚期型B型主序星KOI-81（KIC8823868）的伴星。

## 演化

### 形成
雖然這種可能性相當低，但經由重力捕獲將兩顆恆星結合在一起創造出雙星系統，並不是不可能的（實際上需要三個天體，依據能量守恆律需要一個天體帶走被捕獲天體的能量）；而有數量如此多的雙星，這不可能是形成雙星的主要程序。同時，在觀察上也發現雙星中有主序帶之前的恆星，支持雙星在恆星形成期間就已經存在的理論。在原恆星形成期間的分子雲碎片能夠支持和解釋雙星或多星系統的形成。
三體問題的結果是，這些質量形成三顆恆星是比較可能的，只是在三者相互的擾動之下，系統終會將三顆恆星中的一顆拋出，並且假設在沒有明顯的進一步擾動下，留下來的兩顆星會形成穩定的雙星。

### 質量傳輸和吸積
當一顆主序星在演化的過程中尺寸增加時，或許會超出它的洛希瓣，意味著有些物質可能會進入伴星的重力牽引大於它本身引力的區域。這樣的結果是質量從一顆恆星由所謂的洛希瓣溢流（RLOF），經由吸積盤的吸收或直接的撞擊，而傳輸至另一顆恆星（伴星）。這個發生轉換的點在數學上稱為第一拉格朗日點（L1）。這是很難看見的現象，因為吸積盤通常是聯星系統中最明亮的部分（有時是唯一能被觀察到的部分）。

正在進行質量傳輸的食聯星系統動畫。

如果一顆恆星從洛希瓣溢流出質量的速度太快，便會有大量的物質轉移成其他的成分，也可能會有一些物質經由其他的拉格朗日點或以恆星風的形式離開聯星系統，因而會有效的造成聯星系統的質量損失。由於恆星的演化取決於它的質量，這樣的過程將會影響到這兩個夥伴的演化，並且創造出與單顆恆星不同的演化階段。
研究三合星的食聯星大陵五導致恆星演化理論的大陵五佯謬：既然聯星的成員是同時形成的，那麼高質量恆星的演化應該比低質量的要快，但是觀測到質量較高的大陵五A仍然在主序帶，但質量較低的大陵五B卻在較後面的次巨星演化階段。通過質量傳輸可以解決這個悖論：當質量較大的恆星成為次巨星，它充滿了洛希瓣，因此大部分的質量會溢流轉移到其它仍在主序帶上的恆星。在某些類似於大陵五的聯星系統，可以明確的看見氣流。

### 速逃星和新星
分離得較遠的聯星也可能在其生存期間，失去了彼此間的引力聯繫，好像是受到外部的擾動。伴星分開後的演化就與單獨的恆星一樣。兩個聯星系統過度的接近，也會造成兩個系統的引力受到破壞，而其中有些星會被以高速拋離出去，成為速逃星。
如果一顆白矮星有一顆氣體逸流出洛希瓣的密接伴星，這顆白矮星將會穩定的吸積恆星外圍大氣層的氣體。這些被拖曳的氣體會因為白矮星強大的重力，在表面被緊縮成更緊密和加熱到極高溫度的物質。白矮星包含的簡併物質是對熱的反應極端遲鈍的物質，但是吸積的氫不是。氫融合可以在表面通過碳氮氧循環穩定的發生，這個過程不僅會導致大量的能量釋放，還會吹散已經吸積在表面剩餘的氣體。這種結果是光度極端明亮的爆發，也就是所謂的新星。
在極端的情況下，這樣的事件會使白矮星的質量超出錢德拉塞卡極限並且觸發摧毀整個恆星的超新星爆炸，並且是造成速逃星的另一種可能。超新星SN 1572，也就是第谷觀測到的，就是這種事件的一個例子。哈伯太空望遠鏡最近就拍了這個事件殘骸的照片。

## 天文物理

一個聯星系統的模擬，兩顆質量相似的恆星以橢圓軌道繞著共同的質心運轉。

聯星為天文學家提供了測定遠距離恆星質量最好的方法。它們之間的引力導致它們繞著共同的質量中心。從目視聯星的軌道型態或是光譜聯星的軌道週期，可以測定恆星的質量。用這種方法可以發現恆星的外觀（溫度和半徑）和質量，這也使我們可以測定非聯星恆星的質量。
因為有大量的恆星存在於聯星系統，聯星對我們認識恆星形成的過程就特別重要，特別是，聯星的質量和週期提供給我們的系統總角動量。因為物理學上的守恆律，聯星提供給我們恆星形成時的重要線索。

### 研究的結論
估計銀河系的恆星系統中有1/3是聯星或多星系統，其餘的2/3才是單獨的恆星。
聯星系統的公轉週期和離心率之間有直接的關聯，週期越短的離心率也越小。聯星之間分離的距離可以有各種想像的情形，從軌道非常的緊密到彼此幾乎接觸在一起，到分離到非常遙遠的距離，只能由它們通過空間共同的自行來連結。聯星之間受到引力的約束，存在著稱為對數常態分布的週期，這些系統的軌道週期大多數都是100年左右。這也是支持聯星在恆星形成階段就形成理論的證據。
一對有著相同亮度的兩顆恆星，它們有著相同的光譜類型。在系統中的兩顆恆星亮度不同，如果較亮的是一顆巨星，則較暗的星會偏藍；而較亮的恆星屬於主序帶，則暗星會偏紅。

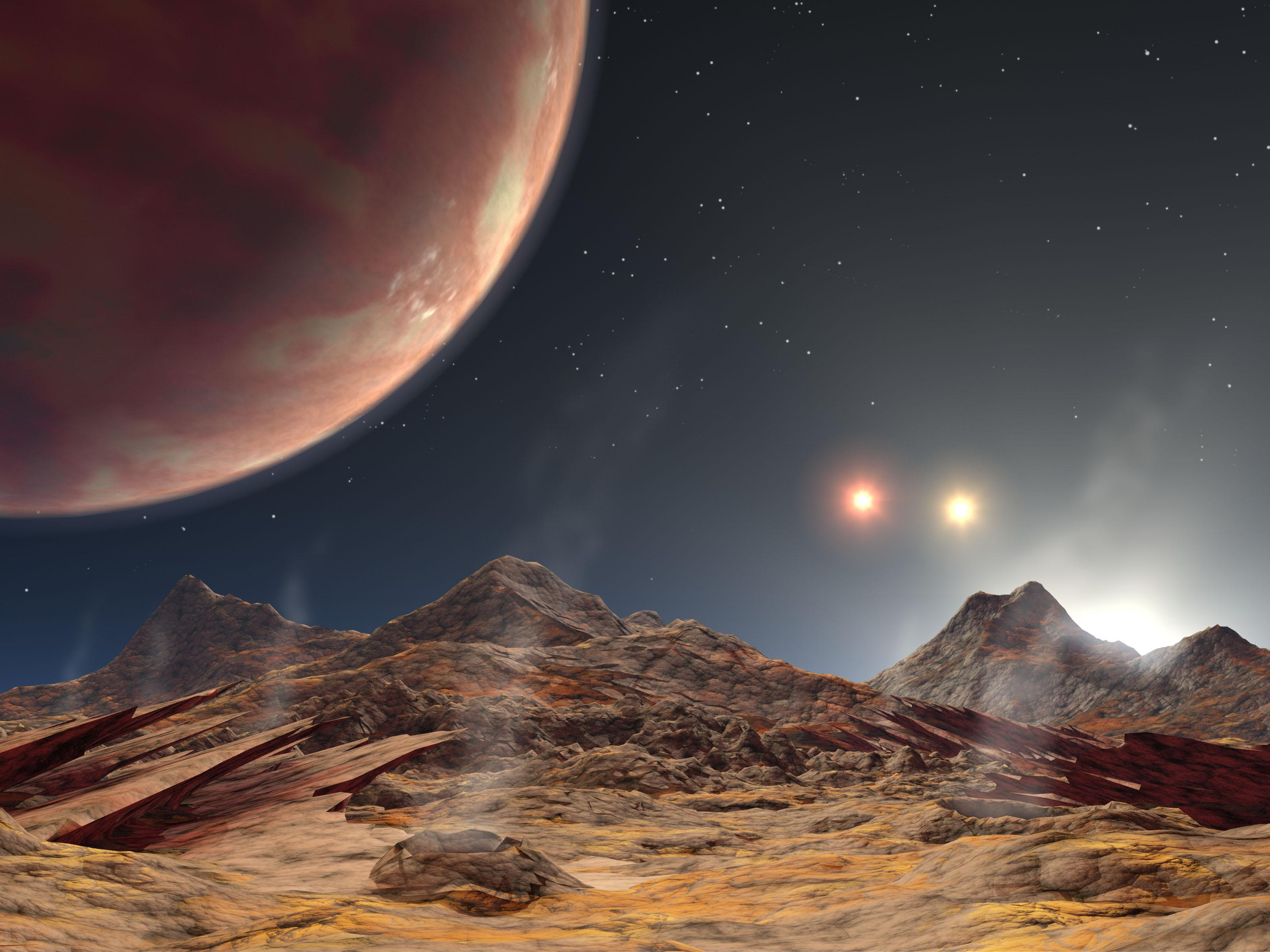
藝術家想像的從三合星系統行星HD 188753 Ab（左上角）的衛星（假設）看見的景象。最明亮的伴星就正在地平線下。

恆星的質只能直接從萬有引力的大小來測定。除了太陽和那些作為重力透鏡的恆星，就只有聯星和多星系統中可以測定，使得聯星成為很重要的一類恆星。在目視聯星的情況，當軌道和恆星視差被測定之後，這兩顆恆星的總質量可以利用克卜勒的調和定律得到。
不幸的是，要獲得光譜聯星完整的軌道是不可能的，除非它也是目視聯星或食聯星，所以對這些天體只能測定相對於視線方向的軌道傾斜和結合正弦值的估計質量。在既是食聯星又是光譜聯星的情況下，才可能從詳細的資料得到這兩顆恆星完整的解（質量、密度、大小、光度、和近似的形狀）。

#### 行星
科幻小說經常以聯星或三合星做為設置主要行星的場所，例如喬治·盧卡斯在星際大戰中的双星体系的行星塔圖因（Tatooine），以及刘慈欣的长篇小说《三体》中三合星体系的行星；甚至設置為六合星的系統，如阿西莫夫著名的短篇小說的《夜幕低垂》。在現實中，因為動力學的原因有些範圍的軌道是不可能存在的（行星會很快的從這些軌道被逐出，不是從系統中完全被移除，就是轉換到更內側或外圍的軌道），而其它的軌道最終也都要面臨生物圈的嚴峻挑戰，因為在軌道的不同部分表面溫度可能有極端不同的變化，《三体》的基本设定即基于这种情形。在聯星中只環繞一顆恆星的行星軌道是"S-型"軌道，而環繞著兩顆恆星的是"P-型"或"聯星周"軌道。估計50%-60%聯星的適居帶是在類地行星可以穩定存在的軌道範圍內。
模擬顯示聯星存在的伴星，實際上可以“激化”原行星盤，增加原行星生長的速率，改善穩定軌道區域內行星形成的機率。
檢測多星系統的行星有著更多技術上的困難，這可以說明為何很少在其中發現行星，這些例子包括白矮星-脈衝星聯星PSR B1620-26、次巨星-紅矮星聯星少衛增八（仙王座γ）、和白矮星-紅矮星巨蛇座NN。更多聯星的行星列表在THE PHASES DIFFERENTIAL ASTROMETRY DATA ARCHIVE. V. CANDIDATE SUBSTELLAR COMPANIONS TO BINARY SYSTEMS、Muterspaugh等等。
研究14個先前已知的行星系統發現其中三個是聯星。所有被發現的行星都以S-型軌道環繞主恆星，而這三顆的主星很暗淡，所以先前未能檢測出來。這些發現導致重新計算行星和主星的參數。

## 例子

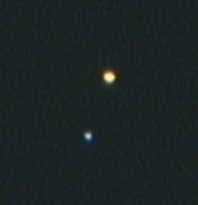
輦道增七是一對很容易分辨的雙星，而較明亮的A星（橘色）是一對雙星。

在天鵝座的輦道增七是一對很容易分辨的聯星，兩顆星分隔的很遠，而且顏色也顯著的不同。最亮的成員是天鵝座的第三亮星，本身也是靠得很近的聯星。天鵝座X-1，一個X射線源，被認為是一個黑洞。它是一個大質量X射線聯星，並且對應於光學上的一顆變星。位於大犬座的天狼星是另一對聯星，並且是夜空中最亮的恆星，它的視星等是 -1.46等。在1844年，弗里德里希·貝塞爾推斷它是一顆聯星，但直到1862年，阿爾萬·格雷厄姆·克拉克才發現它的伴星（天狼星B；可以看見的是天狼星A）。在1915年，威爾遜山天文台的天文學家發現天狼B星是白矮星，這是被發現的第一顆白矮星。在2005年，天文學家使用哈伯太空望遠鏡測量出天狼B星的直徑大約是12,000公里，質量是太陽的98%。
在御夫座的柱一（御夫座ε）是食聯星的例子。可見的半星在光譜分類上是F0，另一顆半星造成食的伴星是看不見的。在2009-2011年是發生食的時段，目前天文學家正針對這一次的食進行廣泛的研究，也許能進一步了解這個系統的本質。另一顆食聯星是漸台二（天琴座β），它是位於天琴座的半分離聯星，兩顆星的距離近到足以互相拉扯對方光球中的物質，使星球因為萬有引力而扭曲變形。
其它有趣的聯星包括：
- 天鵝座61：在天鵝座內因高自行而著名的，兩顆成員，天鵝61A和天鵝61B，都是K型 (橘色)的主序星。
- 南河三：是小犬座內最亮，也是全天第八亮的恆星。伴星是一顆暗淡的白矮星。
- 蝎虎座SS：已經停止食的食聯星。
- 天蝎座V907：曾經停止食，但又從新開始並再度停止的食聯星。
- 雙子座BG：被認為是由黑洞和K0型環繞而組成的食聯星。

## 多重星的例子
擁有兩顆以上恆星的系統稱為多重星。位於英仙座的大陵五是最受到注意的三合星（長久以來都被認為是聯星）。系統中的兩顆星互食，大陵五光度的變化在1670年首度被傑米尼亞諾·蒙塔納里記錄了下來。英文的名字Algol意思就是惡魔之星（源自阿拉伯語： al-ghūl），可能就是因為它奇特的行為。另一組可見的三合星是在南半球半人馬座的南門二（半人馬座α），它是全天第四亮星，視星等 -0.01等。這個系統特別強調的是搜尋適居的行星區，而在一般的聯星是不討論研究的。南門二A和南門二B的最接近時相距只有11天文單位，因此兩者都會有適居帶。
超過三合星的例子也有：北河二是一個六合星的系統，它是雙子座的第二亮星，也是全天最亮的恆星之一。在天文學上，1678年就發現北河二是目視聯星，1719年發現北河二的成員本身又都是光譜聯星。北河二還有一顆分離得較遠且暗淡的伴星，而它也是光譜聯星。大熊座的開陽和輔是目視聯星，它也包含了六顆恆星。開陽由四顆恆星組成，輔包含兩顆星。

## 註解和參考資料
1. 1 2  The Binary Stars, Robert Grant Aitken, New York: Dover, 1964, p. ix.
2. ↑  Herschel, William. . Philosophical Transactions of the Royal Society of London. 1802, 92: 477–528 [481]  [2021-04-28]. Bibcode:1802RSPT...92..477H. JSTOR 107131. doi:10.1098/rstl.1802.0021 . （原始内容存档于2021-04-18）.
3. 1 2 3  Heintz, W. D. . Dordrecht: D. Reidel Publishing Company. 1978: 1–2. ISBN 978-90-277-0885-4.
4. 1 2  . University of Tennessee.   [2008-04-28]. （原始内容存档于2011-08-07）.
5. ↑  Heintz, W. D. . Dordrecht: D. Reidel Publishing Company. 1978: 5. ISBN 978-90-277-0885-4.
6. ↑  Heintz, W. D. . D. Reidel Publishing Company, Dordrecht. 1978: 17. ISBN 978-90-277-0885-4.
7. 1 2 3  The Binary Stars, Robert Grant Aitken, New York: Dover, 1964, p. 1.
8. ↑  Vol. 1, part 1, p. 422, Almagestum Novum （页面存档备份，存于）, Giovanni Battista Riccioli, Bononiae: Ex typographia haeredis Victorij Benatij, 1651.
9. ↑  A New View of Mizar （页面存档备份，存于）, Leos Ondra, accessed on line May 26, 2007.
10. ↑  pp. 10–11, Observing and Measuring Double Stars, Bob Argyle, ed., London: Springer, 2004, ISBN 1-85233-558-0.
11. ↑  Michell, John. . Philosophical Transactions. 1767, 57. pp. 249–250. Bibcode:1767RSPT...57..234M. JSTOR 105952.
12. ↑  Heintz, W. D. . Dordrecht: D. Reidel Publishing Company. 1978: 4. ISBN 978-90-277-0885-4.
13. ↑  Herschel, William. . Philosophical Transactions of the Royal Society of London. 1803, 93: 339–382. JSTOR 107080. S2CID 109971828. doi:10.1098/rstl.1803.0015.
14. ↑  p. 291, French astronomers, visual double stars and the double stars working group of the Société Astronomique de France, E. Soulié, The Third Pacific Rim Conference on Recent Development of Binary Star Research, proceedings of a conference sponsored by Chiang Mai University, Thai Astronomical Society and the University of Nebraska-Lincoln held in Chiang Mai, Thailand, 26 October-1 November 1995, ASP Conference Series 130 (1997), ed. Kam-Ching Leung, pp. 291–294, Bibcode：1997ASPC..130..291S.
15. ↑  "Introduction and Growth of the WDS", The Washington Double Star Catalog 的存檔，存档日期2008-09-17., Brian D. Mason, Gary L. Wycoff, and William I. Hartkopf, Astrometry Department, United States Naval Observatory, accessed on line August 20, 2008.
16. ↑  Sixth Catalog of Orbits of Visual Binary Stars 的存檔，存档日期2009-04-12., William I. Hartkopf and Brian D. Mason, United States Naval Observatory, accessed on line August 20, 2008.
17. ↑  The Washington Double Star Catalog 的存檔，存档日期2011-02-14., Brian D. Mason, Gary L. Wycoff, and William I. Hartkopf, United States Naval Observatory.  Accessed on line December 20, 2008.
18. ↑  Heintz, W. D. . Dordrecht: D. Reidel Publishing Company. 1978: 17–18. ISBN 978-90-277-0885-4.
19. ↑  . Astronomy. Cornell University.   [2008-04-28]. （原始内容存档于2018-10-20）.
20. ↑  Aitken, R.G. . New York: Dover. 1964: 41.
21. ↑  Herter, T. . Cornell University. （原始内容存档于2012-06-17）.
22. ↑  Gossman, D. . Sky & Telescope. October 1989: 410.
23. ↑  . Cornell Astronomy. （原始内容存档于2008-06-23）.
24. ↑  Bruton, D. . Stephen F. Austin State University.   [2008-04-28]. （原始内容存档于2016-06-12）.
25. ↑  Bruton, D. . Stephen F. Austin State University.   [2008-04-28]. （原始内容存档于2016-06-12）.
26. ↑  
Bonanos, Alceste Z. . 2006. arXiv:astro-ph/0610923  |class=被忽略 (帮助).
27. ↑  Worth, M.  (PowerPoint). Stephen F. Austin State University.   [2008-06-09]. （原始内容存档于2016-01-10）.
28. ↑  Lev Tal-Or; Simchon Faigler; Tsevi Mazeh. . 2014. arXiv:1410.3074 .
29. ↑  Bock, D. . NCSA. （原始内容存档于2007-06-26）.
30. ↑  Asada, H.; T. Akasaka, M. Kasai. . 2004-09-27. Bibcode:2004PASJ...56L..35A. arXiv:astro-ph/0409613 .
31. ↑  . University of Tennessee.   [2008-06-10]. （原始内容存档于2016-01-11）.
32. ↑  Nguyen, Q. . San Diego State University. （原始内容存档于2007-03-23）.
33. ↑  Voss, R.; T.M. Tauris. . Monthly Notices of the Royal Astronomical Society. 2003, 342 (4): 1169–1184. Bibcode:2003MNRAS.342.1169V. arXiv:0705.3444 . doi:10.1046/j.1365-8711.2003.06616.x.
34. ↑  
Robert Connon Smith. . Contemporary Physics. November 2006, 47 (6): 363–386. Bibcode:2007astro.ph..1654C. arXiv:astro-ph/0701654 . doi:10.1080/00107510601181175.
35. ↑  Neutron Star X-ray binaries 的存檔，存档日期2008-12-10., A Systematic Search of New X-ray Pulsators in ROSAT Fields, Gian Luca Israel, Ph. D. thesis,  Trieste, October 1996.
36. ↑  Iorio, Lorenzo. . E-print. 2007-07-24, 315 (1-4): 335. Bibcode:2008Ap&SS.315..335I. arXiv:0707.3525 . doi:10.1007/s10509-008-9839-y.
37. ↑  Black Holes （页面存档备份，存于）, Imagine the Universe!, NASA.  Accessed on line August 22, 2008.
38. ↑  Heintz, Wulff D. . . Dordrecht: Springer Netherlands. 1978: 78–79. ISBN 978-90-277-0886-1.
39. ↑  . Lawrence Hall of Science at the University of California. （原始内容存档于2006-02-07）.
40. ↑  pp. 307–308, Observing and Measuring Double Stars, Bob Argyle, ed., London: Springer, 2004, ISBN 978-1-85233-558-8.
41. ↑  Entry 14396-6050, discoverer code RHD 1AB，The Washington Double Star Catalog 的存檔，存档日期2007-08-03., United States Naval Observatory.  Accessed on line August 20, 2008.
42. ↑  References and discoverer codes, The Washington Double Star Catalog 的存檔，存档日期2008-04-13., United States Naval Observatory.  Accessed on line August 20, 2008.
43. ↑   请检查|url=值 (帮助). sim-id.   [2020-09-23].[]
44. ↑  Kenyon, S. J.; Webbink, R. F. . The Astrophysical Journal. 1984-04, 279: 252  [2020-09-23]. ISSN 0004-637X. doi:10.1086/161888. （原始内容存档于2019-05-03） （英语）.
45. ↑  Iping, Rosina C.; Sonneborn, George; Gull, Theodore R.; Massa, Derck L.; Hillier, D. John. . The Astrophysical Journal. 2005-11-01, 633 (1): L37–L40  [2020-09-23]. ISSN 0004-637X. doi:10.1086/498268. （原始内容存档于2020-10-01） （英语）.
46. ↑  Nigel Henbest, Heather Couper,
47. 1 2  Rowe, Jason F.; Borucki, William J.; Koch, David; Howell, Steve B.; Basri, Gibor; Batalha, Natalie; Brown, Timothy M.; Caldwell, Douglas; Cochran, William D. . The Astrophysical Journal. 2010-04-20, 713 (2): L150–L154  [2020-09-23]. ISSN 2041-8205. doi:10.1088/2041-8205/713/2/L150. （原始内容存档于2021-03-01）.
48. 1 2  van Kerkwijk, Marten H.; Rappaport, Saul A.; Breton, René P.; Justham, Stephen; Podsiadlowski, Philipp; Han, Zhanwen. . The Astrophysical Journal. 2010-05-20, 715 (1): 51–58  [2020-09-23]. ISSN 0004-637X. doi:10.1088/0004-637X/715/1/51. （原始内容存档于2020-05-10）.
49. 1 2  . SINA English. 2010-01-04  [2020-09-23]. （原始内容存档于2021-03-24）.
50. ↑  Boss, A.P. . （eds.）J. Sahade, G.E. McCluskey, Yoji Kondo  (编). . Dordrecht: Kluwer Academic. 1992: 355. ISBN 0-7923-1675-4.
51. ↑  Tohline, J.E.; J.E. Cazes, H.S. Cohl. . Louisiana State University.   [2008-06-11]. （原始内容存档于2016-06-04）.
52. ↑  Kopal, Z. . Kluwer Academic. 1989. ISBN 0-7923-0129-3.
53. ↑  "Contact Binary Star Envelopes （页面存档备份，存于）" by Jeff Bryant, Wolfram Demonstrations Project.
54. ↑  "Mass Transfer in Binary Star Systems （页面存档备份，存于）" by Jeff Bryant with Waylena McCully, Wolfram Demonstrations Project.
55. ↑  Boyle, C.B. . Vistas in Astronomy. 1984, 27: 149–169. Bibcode:1984VA.....27..149B. doi:10.1016/0083-6656(84)90007-2.
56. ↑  Vanbeveren, D.; W. van Rensbergen, C. de Loore. . Springer. 2001. ISBN 0-7923-5155-X.
57. ↑  Blondin, J. M.; M. T. Richards, M. L. Malinowski. . American Museum of Natural History. （原始内容存档于2006-04-08）.
58. ↑  . European Southern Observatory.   [2008-06-12]. （原始内容存档于2008-05-16）.
59. ↑  Hoogerwerf, R.; J.H.J. de Bruijne, P.T. de Zeeuw. . Astrophysical Journal. 2000, 544 (2): L133. Bibcode:2000ApJ...544L.133H. arXiv:astro-ph/0007436 . doi:10.1086/317315.
60. ↑  Prialnik, D. . . 2001: 1846–1856.
61. ↑  Icko, I. . . 1986: 155.
62. ↑  Fender, R. . Bibcode:2002LNP...589..101F. arXiv:astro-ph/0109502 .
63. ↑  Most Milky Way Stars Are Single （页面存档备份，存于）, Harvard-Smithsonian Center for Astrophysics
64. ↑  Hubber, D.A.; A.P. Whitworth.  (PDF). School of Physics and Astronomy, Cardiff. （原始内容 (PDF)存档于2008-04-14）.
65. ↑  Schombert, J. . University of Oregon.   [2008-06-12]. （原始内容存档于2006-09-19）.
66. ↑  . Cornell Astronomy.[]
67. 1 2  Quintana, Elisa V.; Lissauer, Jack J. . arXiv:0705.3444 [astro-ph]. 2007-05-23  [2020-09-23]. （原始内容存档于2021-03-24）.
68. ↑  May 2005, Michael Schirber 17. . Space.com.   [2020-09-23]. （原始内容存档于2021-04-22） （英语）.
69. ↑  Daemgen, S.; Hormuth, F.; Brandner, W.; Bergfors, C.; Janson, M.; Hippler, S.; Henning, T. . Astronomy & Astrophysics. 2009-05, 498 (2): 567–574. ISSN 0004-6361. doi:10.1051/0004-6361/200810988.
70. ↑  . University of Toronto. （原始内容存档于2008-03-07）.
71. ↑  . 2005-12-14  [2020-09-23]. （原始内容存档于2017-06-24） （英国英语）.
72. ↑  Robinson, C. R.; Baliunas, S. L.; Bopp, B. W.; Dempsey, R. C.  20: 954. 1988-09-01.
73. ↑  . Carnegie Institute. 2006. （原始内容存档于2011-05-15）.

## 外部連結
- The Double Star Library, at the U.S. Naval Observatory
- ianridpath.com: List of the best visual binaries （页面存档备份，存于）, for amateurs, with orbital elements
- Pictures of binaries at Hubblesite.org （页面存档备份，存于）
- Chandra X-ray Observatory （页面存档备份，存于）
- 中的“Binary Stars”
- An extensive simulation for the Algol system by North Carolina State University （页面存档备份，存于）
- Selected visual double stars and their relative position as a function of time （页面存档备份，存于）
- Artistic representations of binary stars by Mark A. Garlick
- Orbits and Velocity Curves of Spectroscopic Binaries, J. Miller Barr (1908)
- Eclipsing Binaries in the 21st Century—Opportunities for Amateur Astronomers （页面存档备份，存于）